# Wolfgang Schenk (Theologe)
Wolfgang Schenk (* 29. April 1934 in Jena; † 29. Dezember 2015 in Saarbrücken) war ein deutscher evangelischer Theologe und Hochschullehrer.

## Leben und Werk
Wolfgang Schenk besuchte die Schule in Jena und schloss dort mit dem Reifezeugnis ab. Anschließend schrieb er sich an der Universität Jena ein. Er studierte Theologie, Philosophie, Pädagogik und Psychologie. Von 1957 bis 1967 war er zunächst als Pfarrer in der Thüringer Landeskirche tätig. Er erhielt 1967 einen Ruf an den Lehrstuhl für Sprache, Literatur und Geschichte des Frühchristentums an das Katechetische Oberseminar in Naumburg (Saale). Wolfgang Schenk war dort von 1972 bis 1973 Rektor. 1972 bis 1980 war er theologischer Leiter des Arbeitskreises für Evangelische Theologie der DDR. 1981 siedelte er in die Bundesrepublik Deutschland über, konnte dort aber keine dauerhafte wissenschaftliche Lehr- oder Forschungsstelle besetzen. Stattdessen übernahm er ab 1981 zunächst Lehrstuhlvertretungen an den Universitäten in Göttingen, Frankfurt am Main, Darmstadt und Bonn. Später hatte er Gastprofessuren an Universitäten in Amsterdam, Uppsala und Wien inne. Er war 1965 Mitverfasser der Denkschrift Zum Friedensdienst der Christen. Handreichung für die Seelsorge an Wehrpflichtigen (erarbeitet im Auftrag der Konferenz der Kirchenleitungen) und seither in der ost- und westdeutschen Friedensbewegung engagiert.
Schenk veröffentlichte zahlreiche semantische und semiotische Schriften zur Theologie und war Mitarbeiter der Theologischen Realenzyklopädie und des Sammelwerkes Aufstieg und Niedergang der römischen Welt.